# Австралопітек афарський
Австралопітек афарський (лат. Australopithecus afarensis) — вимерлий вид австралопітека, родина гомінід. Існував близько 4 млн років тому. Майже немає сумнівів, що до того, як австралопітек афарський вимер 2,5 мільйона років тому, від них прямо або побічно мають походження інші австралопітецини і рід Homo.

## Місцезнаходження
Австралопітек афарський отримав своє ім'я по знахідках у так званому Північному афарському трикутнику в Ефіопії. Але останки австралопітека афарського були також виявлені в Омо (Ефіопія), Лаетолі (Танзанія), Кенії. Він також мешкав в Гадарі, Середній Аваш, Барінго.

## Фізичні характеристики
Австралопітек афарський — найменший вид австралопітеків. Він, ймовірно мав темну шкіру і був покритий волоссям. Самці були більших розмірів за самиць. Зріст — 1-1,3 м, маса тіла — близько 30 кг. Розміри черепа порівняно невеликі, мозкова коробка мала. Лоб низький, є надочноямковий валик, ніс плоский, щелепи з масивними корінними зубами виступають вперед, підборіддя виступ відсутній. Мозок австралопітека афарського не відрізняється великим об'ємом (~380—430 см³, що трохи більше, ніж у шимпанзе).
Зубна дуга австралопітека афарського дещо нагадує зубний ряд людиноподібних мавп так само, як і великі різці. У той же час ікла в цього австралопітека більше, а підкорінні зуби примітивніші, ніж у пізніших гомінідів. Відмінними особливостями зубних дуг австралопітека афарського є діастрема між різцями та іклами, а також товстий шар емалі на корінних зубах, який досить сильно стертий.
A. afarensis ходив на злегка зігнутих ногах, у нього були зігнуті кістки пальців рук і ніг, а стегна були схожі на стегна шимпанзе. Самиці мали значно близько поставлені стегна, ніж у сучасних жінок.
Австралопітек афарський головним чином займався збором рослинної їжі, і, можливо, виготовляв знаряддя з дерева та каменю, щоб відокремити м'ясо від кісток тварин, убитих хижаками. Швидше за все, вони жили родинами, що складалися з головного самця, якому підпорядковувалися кілька самиць.
Відкриття австралопітека афарського, що мав невеликий об'єм мозку, і в той же час ходив на двох ногах, було великим відкриттям для палеонтологів усього світу. До цього передбачалося, що збільшення обсягу мозку у людської триби Hominini є основною адаптивною зміною. При цьому, до 1970-х років, коли були знайдені перші останки австралопітека афарського, панувала думка, що збільшення обсягу мозку передує переходу до ходіння на двох ногах. Пов'язано це було з тим, що найдавніші останки представників триби Hominini мали досить великий мозок. Наприклад, KNM-ER 1470, Homo rudolfensis, останки якого були знайдені за кілька років до відкриття останків австралопітека афарського Люсі, мав мозок об'ємом ~800 см³.
Деякі антропологи припускають, що австралопітеки афарські були виключно двоногими істотами і вели наземний спосіб життя. За іншою версією ці австралопітеки вели переважно деревний спосіб життя. Підтвердження цьому — анатомічна будова рук (вони довші, ніж у людини), ніг та плечей, яке дозволяло їм з легкістю хапатися за гілки й лазити по деревах (див. брахіація).

## Археологічні знахідки
Перші знахідки рештків австралопітека афарського були знайдені недалеко від ефіопського селища Хадар Міжнародною Афарською дослідницькою експедицією під керівництвом Моріса Тайєба і Дональда Джохансона. У 1973 році, під час першого польового сезону, Джохансон виявив добре збережений колінний суглоб і два фрагменти стегнових кісток австралопітека (AL 129-1, 3,3 млн років). Як і у людини, стегнова кістка зчленовувалась з великогомілковою під кутом, що свідчило на користь прямоходіння австралопітеків.
Під час другого польового сезону в 1974 році експедиція знайшла безпрецедентно повний (близько 40 %) скелет самки австралопітека (AL-288-1, 3,2 млн років), який здобув широку популярність під назвою «Люсі». Знахідка дала нові свідчення прямоходіння австралопітеків і виявила людиноподібні риси в анатомії зубів і щелеп у поєднанні з надзвичайно примітивною будовою інших частин черепа і мозку. Окрім Люсі був знайдений також звід черепа дорослої самки (AL 162-28, 3,15 млн років) і кілька цілих щелеп і їх фрагментів (AL 199-1, AL 200-1a).
Під час третього польового сезону в 1975 році було знайдено кілька добре збережених щелеп із зубами, а потім (на ділянці під номером 333) — групове поховання як мінімум 13 особин австралопітека (всього понад 200 фрагментів кісток), включаючи дорослих, підлітків і дитинчат. Знахідка відома під назвою AL 333, «Перше сімейство». Повнота скелетів була значно гіршою, ніж у «Люсі», проте різноманітність особин, яким вони належали, дали багатий матеріал для досліджень. Вік знахідки оцінюється 3,2 млн років. Особливо слід відзначити досить повний череп дорослого самця об'ємом близько 500 см³ (AL 333-45), череп підлітка (AL 333—105), фрагмент стопи з п'ятьма плесновими кістками і сім'ю фалангами (AL 333—115).
Експедиція 1976 року дала новий викопний матеріал тривали на ділянці № 333. На новій ділянці на протилежному березі річки Аваш був знайдений один з найкращих відомих зразків щелеп австралопітека (AL 400-1). Важливим результатом цієї експедиції стали знахідки примітивних кам'яних знарядь віком близько 2,5 млн років, які, однак, не належали австралопітекам і, мабуть, були виготовлені представниками Людини умілої.
У лютому 1992 року в Хадарі (Ефіопія) групою Джохансона було зроблено кілька помітних знахідок: фрагменти скелета, включаючи найкращі відомі зразки ліктьової кістки й кісток зап'ястя австралопітека (AL 438-1) і практично повний (75—80 %) череп дорослого самця (AL 444-2).
У жовтні 2000 року в Хадарі групою Дато Адана був знайдений найбільш повно збережений череп дорослої самки віком 3,1 млн років (AL-822-1).
У 2000 році в районі Дикіка в 4 км від Хадара групою під керівництвом ефіопського палеоантрополога Алемсегеда Зересеная був виявлений, а у 2001 витягнутий з ґрунту череп і значну частину посткраніального скелета 3-річного дитинчати австралопітека жіночої статі віком близько 3,3 млн років. Знахідка отримала позначення DIK-1-1, однак більш відома під назвою Селам або (австралопітек) або «Дитя Люсі».
Нижче перелічені найбільш відомі знайдені черепи афарського австралопітека із зазначенням дат і об'ємів черепної коробки.
| Зразок     | Неформальна назва            | Стать і вік                   | Об'єм черепної коробки, см² | Датування, млн. років | Місце знахідки  | Рік  |  |
| ---------- | ---------------------------- | ----------------------------- | --------------------------- | --------------------- | --------------- | ---- |  |
| AL 288-1   | Люсі                         | 25—30-літня самка             | 370                         | 3,20                  | Хадар (Ефіопія) | 1974 |  |
| AL 162-28  |                              | Доросла самка                 | 400                         | 3,20                  | Хадар Ефіопія   | 1974 |  |
| AL 333—105 |                              | Підліток невідомої статі      | 315                         | 3,18–3,22             | Хадар (Ефіопія) | 1975 |  |
| AL 333-45  |                              | Дорослий самець               | 493                         | 3,18–3,22             | Хадар (Ефіопія) | 1975 |  |
| AL 444-2   |                              | Дорослий самець               | 550                         | 3,00                  | Хадар (Ефіопія) |      |  |
| AL 822-1   |                              | Доросла самка                 | 385                         | 3,10                  | Хадар (Ефіопія) | 2000 |  |
| DIK-1/1    | Селам або «Дитя Люсі»        | 3-річне дитинча жіночої статі | 330                         | 3,30                  | Дікіка          | 2000 |  |
| KSD-VP-1/1 | Кадануумуу («Велика людина») |                               | Невідомий                   | 3,58                  | Ворансо-Міллє   | 2005 |  |